# Венстра, Тине
Тине Венстра (нидерл. Tine Veenstra, 20 мая 1983, Хорн) — голландская бобслеистка, разгоняющая, выступала за сборную Нидерландов с 2007 года по 2010-й. Участница зимних Олимпийских игр в Ванкувере, неоднократная победительница и призёрша национальных первенств, различных этапов Кубка мира и Европы. Прежде чем перейти в бобслей, занималась семиборьем.

## Биография
Тине Венстра родилась 20 мая 1983 года в городе Хорн, провинция Северная Голландия. Заинтересовалась спортом уже с юных лет, в молодости занималась лёгкой атлетикой, в частности, участвовала в соревнованиях по семиборью. В 2007 году решила попробовать себя в бобслее, вскоре в качестве разгоняющей прошла отбор в национальную сборную и стала ездить на крупные международные старты, причём часто показывала довольно неплохое время. В январе впервые поучаствовала в заездах Кубка мира, при этом пришла к финишу лишь восемнадцатой.
В следующем сезоне не всегда попадала на этапы мирового кубка и часто вынуждена была ездить на менее престижный второстепенный европейский кубок, но была здесь весьма успешна, выиграла золотую и серебряную медали. На юниорском чемпионате мира 2008 года в Иглсе финишировала седьмой. Год спустя уже почти на всех этапах Кубка мира оказывалась в лучшей десятке. Однако на мировом первенстве 2009 года в американском Лейк-Плэсиде проехала не очень удачно, сумев добраться только до тринадцатой позиции.
Благодаря череде удачных выступлений Венстра удостоилась права защищать честь страны на зимних Олимпийских играх 2010 года в Ванкувере, где в паре с рулевой Эсме Камфёйс заняла в программе двухместных женских экипажей восьмую строку. Поскольку конкуренция в сборной на тот момент сильно возросла, вскоре после Олимпиады Тине Венстра приняла решение завершить карьеру профессиональной спортсменки, уступив место молодым голландским разгоняющим.